# ترحيل الشيشان والإنجوش
ترحيل الشيشان والإنغوش المعروف أيضًا باسم آرداخ (في الشيشانية: Аардах)، هو النقل السوفييتي القسري لشعوب الفايناخ (الشيشان والإنغوش) القاطنين في شمال القوقاز إلى آسيا الوسطى في 23 شباط/فبراير عام 1944 خلال الحرب العالمية الثانية، إذ جرى الترحيل بعد حدوث تمرد في الشيشان عام 1940-1944، وجاء الأمر من قبل رئيس المفوضية الشعبية للشؤون الداخلية لافرينتي بيريا بعد موافقة قائد الاتحاد السوفييتي جوزيف ستالين، جزءا من البرامج السوفييتية للتوطين والنقل القسري، التي إستهدفت عدة ملايين من الأقليات العرقية غير الروسية لسكان أعضاء الاتحاد السوفياتي بين فترة الثلاثينيات والخمسينيات من القرن العشرين.
بدأ الإعداد للترحيل من تشرين الأول/أكتوبر عام 1943 على الأقل، بتحضير نحو 19000 ضابط إضافةً إلى 100000 جندي تابع لمفوضية الشؤون الداخلية الشعبية من جميع أنحاء الاتحاد السوفيتي للمشاركة في هذه العملية. شمل الترحيل أمم بأكملها، بالإضافة إلى تصفية الجمهورية الشيشانية الإشتراكية السوفيتية ذاتية الحكم.
كانت العواقب الديموغرافية لهذا الإخلاء كارثية وبعيدة المدى؛ فمن بين 496000 شخص من الشيشان والإنغوش الذين جرى ترحيلهم، هلك ربعهم على الأقل. تُظهِر سجلات الأرشيف أن أكثر من مائة ألف شخص –بالمجمل- ماتوا أو قُتلوا أثناء عمليات الحشد والإجلاء، وكذلك خلال سنواتهم المبكرة في المنفى في الجمهوريات الإشتراكية السوفييتية كازاخستان وقيرغيزستان، بالإضافة إلى جمهورية روسيا الاتحادية الاشتراكية السوفييتية، حيث أُرسِلوا إلى العديد من معسكرات العمل في المستوطنات القسرية، وخلال ذلك الوقت بأكمله، كانوا تحت الإشراف الإداري لموظفي المفوضية الشعبية للشؤون الداخلية.
استمر النفي مدة 13 عامًا، ولم يعد الناجون إلى أراضيهم الأصلية حتى عام 1957، بعد أن أبطلت السلطات السوفييتية الجديدة بقيادة نيكيتا خروتشوف العديد من سياسات ستالين، بما في ذلك ترحيل الأمم. وأشار تقرير محلي إلى أن نحو 432000 شخص من الفايناخ قد أعيد توطينهم في الجمهورية الشيشانية الإنغوشية الإشتراكية السوفيتية ذاتية الحكم بحلول عام 1961، على الرغم من أنهم واجهوا العديد من العقبات عند عودتهم إلى القوقاز، بما في ذلك البطالة وقلة أماكن الإيواء والصدامات العرقية مع السكان الروس المحليين.
عاد الشيشان والإنغوش في نهاية المطاف ليشكلوا الأغلبية في البلاد، ومع ذلك، ترك هذا الإخلاء ندبة دائمة في ذاكرة الناجين وأحفادهم، إذ يتذكر معظم الشيشان والإنغوش يوم 23 فبراير كيوم مأساوي، ويعتبر الكثيرون في الشيشان وإنغوشيتيا أنّ ذلك كان نوعا من الإبادة الجماعية، وهذا ما أعتبره البرلمان الأوروبي أيضًا في عام 2004.

## خلفية تاريخية
يتحدث الشيشان والإنغوش لغتين متقاربتين إلى حد كبير، وتوجد بينهما درجة من الفهم المتبادل غير المباشر، حيث تنتميان معًا إلى مجموعة لغات الفايناخ.
يُعد الصراع الشيشاني - الروسي من أطول النزاعات وأكثرها تعقيدًا في التاريخ الحديث، إذ يمتد عمره الى ثلاثة قرون. وتعود جذوره إلى عام 1785، عندما قاوم الشيشان التوسع الروسي في القوقاز.وقد اندلعت حرب القوقاز بين عامي 1817 و 1864.حيث نجحت الإمبراطورية الروسية في ضم المنطقة وإخضاع شعبها، وقتل و ترحيل العديد من الشعوب غير الروسية وكانت مسؤولة عن الإبادة الجماعية الشركسية. مما ادى الى إعادة توطين الشراكسة والوبخ والأباظة في الإمبراطورية العثمانية. ولم تقتصر آثار هذه الحرب على هؤلاء العرقيات فقط، بل شملت شعوب القوقاز الأخرى أيضًا . في عام 1847 كان هناك ما يصل إلى 1.5 مليون شيشاني في القوقاز ، ولكن نتيجة لهذه الحرب وعمليات الطرد التي تلت ذلك، انخفض عددهم إلى 140,000 في عام 1861، ثم إلى 116,000 في عام 1867. في عام 1865، تم طرد ما لا يقل عن 39,000 شيشاني إلى الإمبراطورية العثمانية من قبل الإمبراطورية الروسية.
على الرغم من ذلك، واصل الشيشان المطالبة بشكل متقطع باستعادة استقلالهم، وثاروا مرة أخرى ضد الإمبراطورية الروسية في عام 1878. وخلال السنوات الأولى من الحكم السوفييتي، وتحديدًا في عشرينيات وثلاثينيات القرن العشرين، رفض الشيشان سياسات التجميع القسري للمزارع وتحويلها إلى مزارع مشتركة ، وهي السياسات التي فرضها الزعيم السوفييتي جوزيف ستالين. وقد أُطلق على هذا الرفض الاجتماعي آنذاك اسم «المشكلة الشيشانية» ، وخلال هذه الفترة، قام ستالين بتغيير حدود أراضيهم بشكل مستمر، إلى أن تم دمج الكيانين الإداريين المستقلين للشيشان والإنغوش في كيان واحد يُعرف بجمهورية الشيشان والإنغوش السوفيتية الاشتراكية ذاتية الحكم عام 1936. 

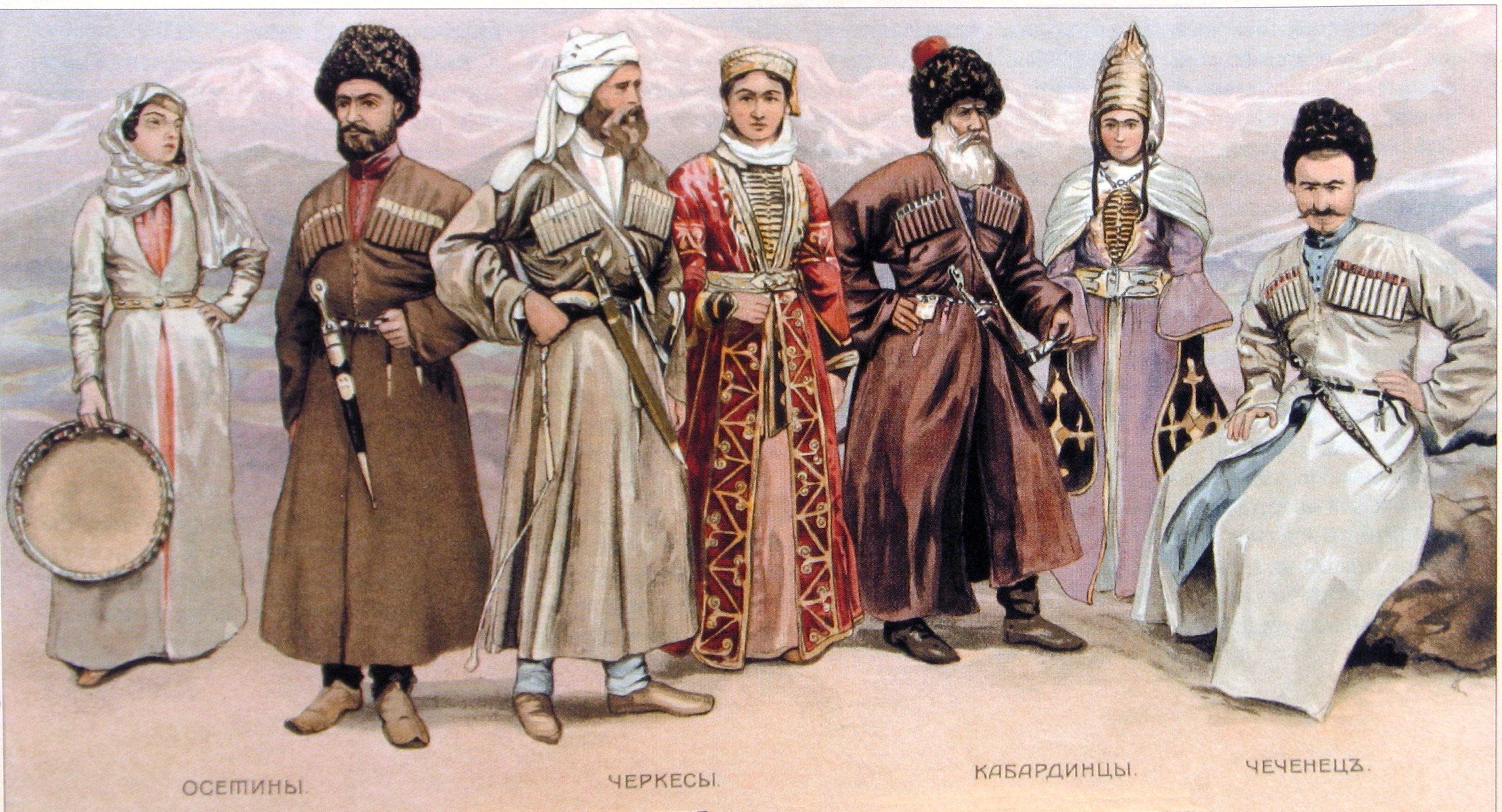
لوحة تصوِّر شعوب الشيشان، والأوسيتيين، والشركس، والقبرديين من منطقة القوقاز في القرن التاسع عشر، ويُمثَّل الشيشان في اللوحة بالرجل الموجود في أقصى اليمين.

في عام 1940، اندلع تمرد شيشاني آخر بقيادة حسن إسرائيلوف في منطقة غالانشوز، الذي كان ملهما من مقاومة الفنلنديين ضد الغزو السوفييتي خلال حرب الشتاء عام 1939. وفي فبراير 1942، تمردت مجموعة ميربيك شيريبوف في مقاطعات شاتويسكي وإيتوم كالينسكي واتحدت مع جيش حسن اسرائيلوف للثورة ضد النظام السوفييتي. وقد قام سلاح الجو السوفيتي في ربيع عام 1942 بقصف جهورية الشيشان والانغوش لقمع هذا التمرد . خلال الحرب العالمية الثانية، اتهمت الحكومة السوفيتية الشيشان والإنغوش بالتعاون مع الغزاة النازيين الالمان.  كان هدف الألمان الوصول إلى جمهورية أذربيجان السوفييتية لما تمتلكه من احتياطيات نفطية حول مدينة باكو، وهو ما عُرف باسم خطة "العملية الزرقاء" . وفي 25 أغسطس 1942، هبطت مجموعة من المظليين الألمان بقيادة عثمان غوبه قرب قرية بيريجكي في منطقة غالاشكينسكي بهدف تنظيم أنشطة مناهضة للسوفييت، لكنهم لم يتمكنوا من تجنيد سوى 13 شخصًا في تلك المنطقة.
كان هناك حوالي 20 مليون مسلم في الاتحاد السوفييتي، وكانت الحكومة السوفييتية تخشى أن تنتشر ثورة إسلامية من القوقاز إلى كامل آسيا الوسطى. في أغسطس 1942، دخلت قوات الفيرماخت الالمانية النازية شمال القوقاز، واستولت على جمهوريات قراتشاي - تشيركيسيا وقبردينو - بلقاريا السوفيتية الاشتراكية ذاتية الحكم. كما شجعت القوات النازية معاداة السوفييت بين السكان المحليين. ومع ذلك، لم تستطع القوات النازية اثناء غزوها لروسيا الوصول أبدًا إلى غروزني، وكانت المدينة الوحيدة في جمهورية الشيشان والإنغوش ذاتية الحكم التي احتلوها لفترة وجيزة هي مالغوبك، والتي كان يسكنها الروس.
بدأت الفترة الرئيسية من حرب العصابات الشيشانية في أغسطس - سبتمبر 1942، عندما اقتربت القوات الألمانية من إنغوشيا، وانتهت في خريف عام 1943، مع الهجوم السوفياتي المضاد الذي اخرج القوات الالمانية من شمال القوقاز. 
يرفض العديد من المؤرخين بمن فيهم موشيه جامر، وبين فوكيس، وتوني وود، وجود أي روابط بين الشيشان والألمان، مشيرين إلى أن النازيين توقفوا عند الأطراف الشمالية الغربية لجمهورية الشيشان والإنغوش ذاتية الحكم، بالقرب من موزدوك في أوسيتيا الشمالية، وأن غالبية شعوب الفايناخ لم يتعاملوا مطلقًا مع الجيش الألماني. وبالرغم من وجود مفاوضات سرية مع الألمان قرب هذا الحدود، فقد أوضح الثوار الشيشان أنهم لا يؤيدون حكمًا يأتي من برلين ولا من موسكو. ويقال إن شيريبوف (احد قادة الثوار) وجه تحذيرًا صارمًا لوزارة الشؤون الشرقية الألمانية مفاده أنه "إذا كان تحرير القوقاز يعني فقط استبدال مستعمر بآخر، فإن شعوب القوقاز ستعتبر هذا مجرد مرحلة جديدة في حرب التحرير الوطني". 
في أكتوبر 1942، ساعد الشيشان متطوعين آخرين في إقامة حاجز دفاعي حول غروزني. وبين ديسمبر 1942 ومارس 1943، ساهم الشيشان والإنغوش بمبلغ 12 مليون روبل للحرب الدفاعية السوفيتية. انضم 17,413 شيشانيًا إلى الجيش الأحمر وحصلوا على 44 وسامًا، بينما انضم 13,363 آخرون إلى ميليشيا شعب جمهورية الشيشان والإنغوش ذاتية الحكم، مستعدين للدفاع عن المنطقة من أي غزو. وعلى النقيض من ذلك، يشير البروفيسور باباك رضواني إلى أن حوالي 100 شيشاني فقط تعاونوا مع قوى المحور.

## الترحيل
بأوامر من رئيس المفوضية الشعبية للشؤون الداخلية لافرينتي بريا، رئيس الـNKVD، تم ترحيل كامل سكان الشيشان والإنغوش من جمهورية الشيشان والإنغوش ذاتية الحكم بواسطة قطارات شحن إلى مناطق نائية في الاتحاد السوفيتي. وأُطلق على هذه العملية الاسم الرمزي "شيشيفيتسا" Chechevitsa (عملية العدس)، حيث تشير المقاطع الأولى من الاسم (شيش-chech) إلى أهدافها المقصودة ناحية منطقة الشيشان .ويُشار إلى هذه العملية بين الشيشان غالبًا باسم "أرداخ" (الخروج). وكانت هذه العملية تُخطط وتُعد منذ أكتوبر 1943 على الأقل (قبل 4 اشهر تقريبا من تنفيذها) ، وشملت اثنين من أكثر ضباط الـNKVD ثقة عند بريا، وهما (إيفان سيروف) و (بوغدان كوبولوف) . وقد اشتكى بريا سابقا لستالين من "انخفاض مستوى انضباط العمل" بين الشيشان، و"انتشار العصابات والإرهاب"، و"فشل الشيشان في الانضمام إلى الحزب الشيوعي"، و"اعتراف عميل ألماني بأنه وجد دعمًا كبيرًا بين الإنغوش المحليين".وكانت هذه هي الذرائع التي جعلت بريا يمضي قدما في العملية ، و بعدها أمر بريا بالمضي بالعملية.
عندما علم (سوبيان كاجيروفيتش مولايف)، قائد الحكومة المحلية في جمهورية الشيشان والإنغوش ذاتية الحكم، بقرار تنفيذ العملية ، انهار باكيًا، لكنه سرعان ما استجمع قواه وقرر تنفيذ الأوامر.
رغم ان جمهورية الشيشان والإنغوش لم تُحتل بالكامل من قبل الجيش النازي، الا ان عمليات القمع بُررت رسميًا بأنها نتيجة 'لمقاومة مسلحة للسلطة السوفيتية'. ولم تُثبت لاحقًا في أي محكمة سوفيتية تهمة تعاون شعب الفايناخ مع النازيين. 
خلال الحرب العالمية الثانية، شملت سياسات الترحيل والاستيطان القسري التي نفذها ستالين 3,332,589 شخصًا.  ومن الأسباب المعلنة لهذه السياسات، كانت "نزع فتيل التوترات العرقية"، و"استقرار الوضع السياسي"، أو معاقبة الشعوب على "أعمالها ضد السلطة السوفيتية". ووفقًا لتعداد عام 1939 كان هناك 407,690 شيشانيًا و92,074 إنغوشيًا مسجلين في الاتحاد السوفيتي.
في 13 أكتوبر 1943، بدأت عملية "العدس" (Operation Lentil) عندما تم نقل نحو مئة ألف جندي وعامل عملياتي سوفيتي إلى منطقة الشيشان-الإنغوش، تحت ذريعة إصلاح الطرق والجسور. وقد أقام الجنود لمدة شهر داخل منازل الشيشانيين، الذين استضافوهم و اعتبروهم ضيوفًا. وفي 20 فبراير 1944، وصل بيريا إلى مدينة غروزني للإشراف على تنفيذ العملية بنفسه.
في 23 فبراير 1944 (بمناسبة يوم الجيش الأحمر)، بدأت العملية. وقامت قوات المفوضية الشعبية للشؤون الداخلية (NKVD) بتنفيذ العملية بشكل منظم، إذ كانوا يمرون من بيت إلى آخر لجمع السكان. تم حشر الأهالي في شاحنات Studebaker US6 الأمريكية، ثم وُضعوا في عربات قطار شحن غير مدفأة أو معزولة. لم يُمنح السكان سوى 15 إلى 30 دقيقة لحزم أمتعتهم استعدادًا للترحيل المفاجئ. ووفقًا لمراسلات مؤرخة في 3 مارس 1944، تم إرسال ما لا يقل عن 19,000 ضابط و100,000 جندي من جنود الـNKVD من جميع أنحاء الاتحاد السوفيتي لتنفيذ هذه العملية. وقد تم ترحيل حوالي 500 شخص عن طريق الخطأ، رغم أنهم لم يكونوا من الشيشان أو الإنغوش. كان المخطط ينص على إجلاء 300,000 شخص من السهول خلال الأيام الثلاثة الأولى، على أن يليهم ترحيل 150,000 شخص المتبقين من سكان المناطق الجبلية في الأيام التالية.

خريطة لمنطقتي الشيشان وإنغوش في القوقاز قبل الترحيل

في كثير من الأحيان، قوبلت المقاومة السكان بالذبح من طرف الجنود، وفي إحدى هذه الحالات، في غابة خيباخ، كان حوالي 700 شخص محبوسين في حظيرة وتم احراقهم حتى الموت على يد الجنرال ميخائيل غفيشياني، الذي حصل على اشادة من بيريا ووعد بميدالية . أُعدم العديد من الناس من القرى النائية بموجب أمر بيريا الشفوي الذي يقضي "بتصفية" أي شيشاني أو إنغوشيا «غير قابل للنقل» في مكانه. وقد شمل ذلك المسنين والمرضى وذوي الإعاقات، الذين إما أُطلق عليهم النار أو تُركوا ليموتوا جوعًا ووحدة في فراشهم. وأحيانًا كان الجنود ينهبون المنازل الفارغة.
وقد روى أحد شهود العيان أفعال قوات الـNKVD قائلًا:
"مشّطوا الأكواخ للتأكد من عدم بقاء أحد خلفهم... الجندي الذي دخل إلى المنزل لم يرغب في الانحناء. فمسح الكوخ بوابل من نيران رشاشه. سال الدم من تحت المقعد حيث كان طفل يختبئ. صرخت الأم وألقت بنفسها على الجندي. فأطلق النار عليها أيضًا. لم يكن هناك ما يكفي من وسائل النقل. أولئك الذين تُركوا خلفهم أُطلق عليهم النار. وُوريَت الجثث بالتراب والرمل، بشكل مهمل. وكان إطلاق النار بدوره مهملًا، وبدأ الناس يزحفون خارج الرمل مثل الديدان. قضى رجال الـNKVD الليل كله وهم يعيدون إطلاق النار عليهم من جديد."

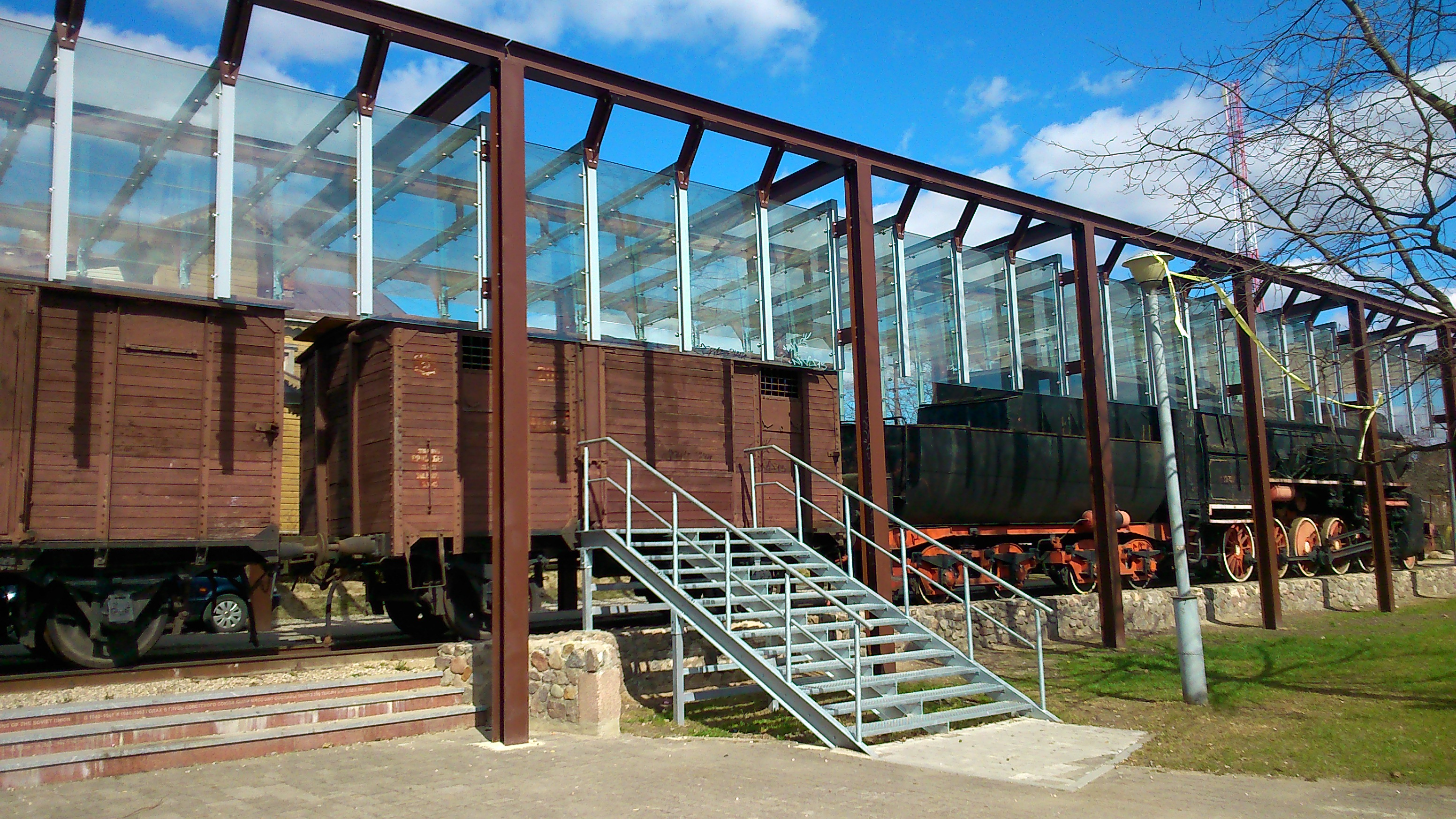
تم استخدام عربات الشحن المغلقة لترحيل الشيشان والإنغوش

أولئك الذين قاوموا أو احتجّوا أو ساروا ببطء شديد تم إطلاق النار عليهم في الحال. وفي إحدى الحوادث، صعد جنود الـ NKVD إلى جبل موستي، وهو جبل مرتفع، ووجدوا هناك 60 قرويًا. وعلى الرغم من أن قائدهم أمر الجنود بإطلاق النار على القرويين، إلا أن الجنود قاموا باطلاق النار في الهواء بدلاً من ذلك. عندها أمر القائد نصف هؤلاء الجنود بالانضمام إلى القرويين المراد قتلهم ، ثم أطلق فصيلٌ آخر من الجنود النار عليهم جميعًا. تم اعتقال 2,016 شخصًا وُصِفوا بأنهم "معادون للسوفييت"، وصودرت 20,072 قطعة سلاح خلال العملية.
في عامي 1943 و1944، قامت السلطات السوفييتية بترحيل قسري لحوالي 650,000 شخص من شعوب شمال القوقاز؛ (بينما يقدّر دالخات إدييف العدد بنحو 724,297 شخصًا.) وقد شمل الترحيل نحو 478,479 شخصًا نُقلوا إلى مناطق النفي المعروفة باسم "أرداخ" في آسيا الوسطى، من بينهم 387,229 شيشانيًا و91,250 إنغوشيًا. نُفّذت العملية باستخدام 180 قطارًا خاصًا، حيث وُضع 40 إلى 45 شخصًا في كل عربة شحن، ليصل إجمالي العربات المستخدمة إلى 14,200 عربة شحن و1,000 عربة مكشوفة، خلال الفترة من 23 فبراير إلى 13 مارس، أي بمعدل يقارب 350 عربة يوميًا. تشير التقديرات إلى أن ما بين 40% إلى 50% من المُرحَّلين كانوا من الأطفال، ويعد الشيشان ثاني أكبر مجموعة عرقية تعرضت للترحيل الجماعي في الاتحاد السوفييتي بعد ألمان الفولغا. كما طالت عمليات الترحيل عشرات الالاف من شعوب مثل القالميك، والبلقار، والأتراك المسخيت، والكاراتشاي. من جهة أخرى، استُثنيت النساء الشيشانيات والإنغوشيات المتزوجات من رجال لا تُصنّفهم السلطات كمعاقَبين من هذه العمليات، في حين أن النساء الروسيات المتزوجات من رجال شيشان أو إنغوش خضعن للترحيل ما لم يطلبن الطلاق.أما فيما يخص الممتلكات، فقد تمت مصادرة الماشية ونقلها إلى المزارع الجماعية في جمهوريات أوكرانيا ومنطقتي ستافروبول، فورونيج، وأوريل. لكن العديد من هذه الحيوانات نفق بسبب التعب 
تأخر الترحيل بشكل طفيف اثر تعثر 6,000 شيشاني في جبال منطقة غالانجوي بسبب الثلوج
تم إجلاء 333,739 شخصًا، من هذا العدد 176,950 تم نقلهم إلى القطارات في اليوم الأول من العملية. وأفاد بيريا (رئيس الشرطة السرية السوفييتية) بوجود ست حالات مقاومة فقط، وأن 842 شخصًا "تم عزلهم"، بينما تم إجلاء 94,741 شخصًا من منازلهم بحلول الساعة 11 مساءً من اليوم الأول للعملية.
كل عائلة سُمح لها بأخذ ما يصل إلى 500 كغم من ممتلكاتها الشخصية في الرحلة. وتم نقل الناس في عربات ماشية غير مخصصة لنقل البشر، لا تحتوي على كهرباء أو تدفئة أو مياه جارية. وقد تفشت الأوبئة داخل القطارات، مما أدى إلى وفيات بسبب العدوى أو الجوع. استغرقت الرحلة إلى آسيا الوسطى نحو شهر تقريبًا. ومن الأمراض المنتشرة كان التيفوس وشهدت إحدى الناجيات، التي كانت تبلغ من العمر سبع سنوات عند ترحيل عائلتها، أن العربات كانت ممتلئة للغاية بحيث لم يكن هناك مكان للتحرك داخلها. وكان الطعام يُوزع نادرًا، ولم يكن الركاب يعرفون إلى أين يُنقلون. و لم يتم التوقف دوريا لقضاء الحاجة للركاب ، إذ اضطر الناس إلى إحداث ثقوب في أرضية العربة للتبول والتغوط واراحة انفسهم .
سافرت القطارات الخاصة نحو 2,000 ميل ( 3,218 كيلومتر)، وأسقطت الناس في مناطق قاحلة من آسيا الوسطى، خالية من المأوى أو الغذاء. تم إرسال 239,768 شيشانيًا و78,479 إنغوشيًا إلى جمهورية كازاخستان السوفييتية، بينما وصل 70,089 شيشانيًا و2,278 إنغوشيًا إلى جمهورية قيرغيزستان السوفييتية. أما الأعداد القليلة المتبقية، فقد أُرسلت إلى جمهوريات أوزبكستان، روسيا، وطاجيكستان السوفييتية.
| "لم يكن لدينا ماء ولا طعام. كان الضعفاء يعانون من الجوع، أما من كان أقوى قليلًا فكان ينزل من القطار ليشتري بعض الطعام. مات بعض الناس في الطريق — ليس في عربة القطار التي كنا فيها، ولكن في العربة المجاورة رأيتهم يخرجون جثتين... أختنا الصغيرة ماتت تلك الليلة. كان والدي يبحث عن مكان لدفنها — وجد مكانًا مناسبًا، حفر القبر ودفنها... لا بد أنها ماتت من شدة البرد." |
| —— عيسى خاشييف، 2014، يصف ترحيله ووصوله إلى كوكسيتاو، كازاخستان |

لم تتوقف اضطهادات الشيشانيين عند هذا الحد. ففي مايو 1944، أصدر بيريا توجيهًا يأمر فيه مفوضية الشعب للشؤون الداخلية (NKVD) بمسح كامل أراضي الاتحاد السوفييتي بحثًا عن أي أفراد متبقين من تلك الأمة، مؤكدًا على "ألا يُترك منهم أحد". ونتيجة لذلك، تم العثور على 4,146 شيشانيًا وإنغوشيًا إضافيًا في داغستان، أذربيجان، جورجيا، إقليم كراسنودار، ومناطق روستوف وأستراخان. وفي أبريل 1945، تم إبلاغ بيريا بترحيل 2,741 شيشانيًا من جمهورية جورجيا السوفيتية، و21 من جمهورية أذربيجان السوفيتية، و121 من إقليم كراسنودار. أما في موسكو، فقد نجا فقط شيشانيان من الترحيل. كما تم تسريح جميع الشيشانيين والإنغوش من الجيش الأحمر، وتم إرسالهم أيضًا إلى آسيا الوسطى. وبهذه الترحيلات الإضافية، ارتفع عدد الشيشانيين والإنغوش المُرحّلين إلى 493,269 شخصًا. وفي يوليو 1944، قدّم بيريا رقمًا أعلى إلى ستالين، مدعيًا أن إجمالي المُرحّلين بلغ 496,460 شخصًا. وقد امتازت هذه العملية التطهيرية العرقية بثقافة "الإفلات التام من العقاب". بل إن العديد من منفذي عملية "العدس" (Operation Lentil) حصلوا على وسام سوفوروف من الدرجة الأولى كمكافأة على اعتقالهم وترحيلهم للشيشانيين والإنغوش.
مثل ثمانية شعوب أخرى اعتبرها النظام السوفييتي "شعوبًا معاقَبة"، وُضع الشيشان تحت نظام المستوطنات الخاصة. حيث لم تكن هناك أسلاك شائكة تحيط بمناطقهم، ولكن كان على كل شيشاني يبلغ من العمر 16 عامًا فأكثر أن يقدّم تقريرًا شهريًا إلى مسؤولي الـ NKVD المحليين. أما من يحاول الهروب، فكان يُرسل إلى معسكرات العمل القسري (الجولاج). ولم تقتصر الحالة العقابية وصفة "المستوطن الخاص" على من تم نفيهم فقط، بل كان من المفترض أن تنتقل تلقائيًا إلى أبنائهم. 
كُلّف المنفيون بأداء أقسى الأعمال، مثل بناء المواقع، وحفر المناجم، وإنشاء المصانع في مناطق شديدة القسوة. وكان التعويض الوحيد عن هذا العمل الشاق هو كوبونات طعام، مع تعرضهم للعقاب في حال التقاعس عن أداء المهام الموكلة إليهم. وقد اتسمت معاملة السلطات المحلية بالقسوة الشديدة؛ ففي بعض الحالات، وصلت إلى حدّ ضرب أطفال الشيشان حتى الموت.
في كراسنويارسك، أُرسل نحو 4,000 شيشاني إلى معسكرات العمل القسري. كما أدى الإهمال في توفير الغذاء الكافي للمنفيين الجدد إلى انتشار سوء التغذية وارتفاع معدلات الوفيات. ولم تُوفّر للمنفيين مساكن لائقة: فبحلول 1 سبتمبر 1944، لم تُخصّص سوى 5,000 وحدة سكنية من أصل 31,000 عائلة في جمهورية قيرغيزستان السوفييتية الاشتراكية. وفي إحدى المقاطعات، لم يتم تجهيز سوى 18 شقة لـ900 عائلة، ما اضطر العديد من الأسر إلى الإقامة في خيام غير مزوّدة بالتدفئة. أُجبر أطفال الشيشان على الالتحاق بالمدارس وتلقي التعليم باللغة المحلية لبلدان المنفى ، بدلًا من لغتهم الأم. وقد سُجّلت عدة حالات تمرد، أبرزها ما وقع في كراسنويارسك في أكتوبر 1954، حيث تمكّن نحو 4,000 شيشاني من الفرار من أحد معسكرات العمل القسري (الجولاج). وقد قتلت الشرطة السوفييتية نصفهم بعد العثور عليهم، بينما نجح النصف الآخر في الاختباء في البرية الواسعة.

## بعد
توفي العديد من المرحلين في الطريق، وسببت البيئة القاسية للغاية في المنفى، وخاصة بالنظر إلى مقدار التعرض والضغط الحراري، إلى قتل العديد من الأشخاص الآخرين. سوف تنخفض درجات الحرارة في جمهورية كازاخستان الاشتراكية السوفياتية في أي مكان من -50 درجة مئوية (−58 درجة فهرنهايت) خلال فصل الشتاء، ثم تصل إلى 50 درجة مئوية (122 درجة فهرنهايت) خلال فصل الصيف. [65]
كانوا يسافرون في عربات تم حبسها من الخارج، بدون ضوء أو ماء، خلال فصل الشتاء. كانت القطارات تتوقف وتفتح العربات فقط من حين لآخر لدفن الموتى في الثلج. تم منع السكان المحليين في محطات القطار من مساعدة الركاب المرضى أو إعطائهم أي دواء أو ماء. [54] تزعم بعض المصادر الروسية أن 1272 شخصًا ماتوا أثناء هذا العبور. [66] في عام 1948، بلغ عدد المستوطنين الخاصين في جمهورية كازاخستان الاشتراكية السوفياتية البالغ عددهم 118,250 «في حاجة ماسة إلى الغذاء»، وذكرت السلطات أن آلاف الأطفال يموتون من نقص التغذية. [62] تم إصلاح الحصص الغذائية فقط 116 غراما من الدقيق و 56 غراما من الحبوب يوميا لكل شخص، والتي كانت حتى أقل من معايير الأسرى في محتشد أوشفيتز بيركيناو. أنشأت السلطات المحلية في قيرغستان ما يكفي من الإمدادات لمدة أربعة أشهر فقط. [67] حاولت إحدى الأمهات إخراج الحساء من العشب لأطفالها. [63] وفقًا للتقارير السوفييتية الرسمية، تم تسجيل 608.749 شيشانيًا، وإنغوش، وكراشاي، وبالكارس في المنفى في آسيا الوسطى بحلول عام 1948. ويمنح NKVD إحصائية قدرها 144,704 شخصًا لقوا حتفهم في 1944-1948 بمفردهم: معدل الوفيات 23.7٪ لكل هذه المجموعات. . [50] توفي 101,036 شيشيني، إنغوش وبالكارس في كازاخستان و 16,052 في أوزبكستان. [68] وهذا يعني أن مجموعتهم عانت من أعلى عدد من القتلى من جميع الشعوب المبعدة داخل الاتحاد السوفيتي.
ويقدر البروفيسور جوناثان أوتو بول العدد الإجمالي للوفيات بين المنفيين الشيشان والإنغوش أثناء العبور والاحتجاز في المستوطنات الخاصة بحلول عام 1949 عند 123,000. من بين هذه الوفيات، كان الشيشان يتألفون من 100,000 وإنغوش 23,000. [70] كما يعطي توماس ماكدونيل رقمًا لا يقل عن 100000 شيشاني ماتوا بسبب الجوع والأمراض في المنفى، ولكنه لا يعطي رقمًا للإصابات الإنغوشية. [71] ويقدر توم ك. وونغ، أستاذ العلوم السياسية، أن ما لا يقل عن مائة ألف من فيناتخ ماتوا في السنوات الثلاث الأولى في المنفى، باستثناء أولئك الذين قضوا نحبهم أثناء العبور والتجمع. [33] أصدر المؤرخ ويليام فليمينغ حسابات تحتوي على ما لا يقل عن 132000 شيشاني وإنغوش الذين ماتوا بين 1944 و 1950. وبالمقارنة، فإن عدد المواليد في تلك الفترة كان 47000 فقط. وهكذا انخفض عدد الشيشان والجمهور من 478,479 في عام 1944 إلى 452,737 في عام 1948. [26] من عام 1939 إلى عام 1959، نما عدد السكان الشيشان بنسبة 2.5 ٪. في المقارنة، بين 1926 و 1939، نمت بنسبة 28 ٪. [72] ذكر المؤرخ ألكساندر ناكريتش أن صافي خسائر الشيشان بين عامي 1939 و 1959 (بعد السماح لخسائر وقت الحرب) كان 131000، والإنغوش 12000. [73] وقرر الصحفي الألماني لوتز كليفمان أن 150.000 شخص لم ينجوا خلال السنوات الأربع الأولى من البرد الشتوي في آسيا الوسطى. [74] تتراوح تقديرات الحد الأقصى للوفيات والخسائر الديموغرافية بين الشيشان والإنغوش من حوالي 170,000 [75] إلى 200,000، [76] وبالتالي تتراوح من ربع [77] من مجموع سكان الشيشان إلى ما يقرب من الثلث يقتلون في تلك السنوات. 78]
وقد وجد عالم الديموخات دالكهات إدييف، في دراسة عن أعداد الضحايا لجميع الجماعات العرقية التي اختص بها ستالين من أجل «العقاب»، أن الوفيات الناجمة عن عمليات الترحيل شملت 125500 من المرحلين الشيشان و 20300 من المرحلين الإنغوش، [79] أو 30.8 ٪ من الشيشان و 21.3 ٪ من الانغوش. [80] في الوقت نفسه، تقدر الخسائر الديموغرافية على المدى القصير بنسبة 51.1 ٪ للشيشان و 47.9 ٪ للإنغوش. ويقدر أن عدد السكان الشيشان انخفض إلى 280000 وأنجوش إلى 78800 شخص في أكتوبر 1948. [80] ومع ذلك، وعلى الرغم من هذه الخسائر الفادحة، قام الشيشان فيما بعد بزيادة معدلات الخصوبة التي ينظر إليها البعض على أنها مظهر من مظاهر صمودهم وعزمهم على البقاء على قيد الحياة. [81]

## العواقب السياسية والثقافية والاجتماعية والاقتصادية
تم حل الشيشان - إنغوشيا ASSR وتحويلها إلى منطقة Grozny، التي شملت أيضا منطقة Kizlyarsky و Naursky Raion، وأعطيت أجزاء منها إلى شمال أوسيتيا (جزء من منطقة Prigorodny)، و SSR جورجيا و Dagestan ASSR. نتيجة لذلك، نمت جمهورية جورجيا الاشتراكية السوفياتية من 69300 إلى 76400، وأوسيتيا الشمالية من 6200 إلى 9200 وداغستان من 35000 إلى 38200 كيلومتر مربع. [82] تم محو أسماء الأمم المكبوتة بالكامل من جميع الكتب والموسوعات. [13] بحلول الصيف القادم، تم استبدال عدد من الأسماء الشيشانية والإنغوشية بأسماء روسية ؛ تم تدمير المساجد، وكانت حملة واسعة النطاق لحرق العديد من الكتب والمخطوطات التاريخية الناخية قريبة من الاكتمال. [83] [51] تم تدمير قراهم على الأرض ودمرت مقابرهم بالجرافات. [84] مع اختفاء السكان الأصليين، شهدت منطقة الشيشان نقصًا كبيرًا في العمالة الماهرة: فقد انخفضت صناعة إنتاج النفط المحلية أكثر من عشر مرات في عام 1944 مقارنةً بعام 1943.
في 26 نوفمبر 1948، أصدرت هيئة رئاسة الاتحاد السوفياتي السوفييتي الأعلى مرسومًا حكمت فيه على الدول المرحّلة بنفي دائم في تلك المناطق النائية. لم يكن هذا المرسوم إلزاميًا بالنسبة للشيشانيين والإنغوش فحسب، بل أيضًا لتتار القرم والألمان والبلقان وكالميكس. [86] لم يُسمح للمستوطنين بالسفر إلى أبعد من ثلاثة كيلومترات من مكان إقامتهم الجديد. [62] كما حظرت السلطات أي ذكر أو توثيق علني لعمليات الترحيل والقتل. [87] فقدت الآلاف من نصوص فيناخ التاريخية، إلى جانب أصولها، عندما دمر الروس المكتبة العامة والخاصة لشعوب الشيشان. [88] كان المستوطنون هدفاً للاستفزازات المختلفة في جمهورية كازاخستان الاشتراكية السوفيتية: في ديسمبر 1954، سخر طلاب إليزافيتينكا من الشيشان «خونة وخيانة الوطن الأم». في مايو 1955، عامل في منجم فحم يقاتل مع زميل شيشاني في إيكيباستوز. تصاعد هذا الأمر إلى مذبحة هاجم فيها المشاغبون الروس مركزًا للشرطة كان يأوي الشيشان الهاربين. [89] تم نقل العديد من اللاجئين من الاتحاد السوفيتي إلى المنازل الفارغة، بما في ذلك الروس والأوكرانيون والأفار والأوسيتيون. [47] ونتيجة لذلك، كان الروس يشكلون 49 ٪ من جمهورية الشيشان - إنغوشي ASSR بحلول عام 1959. [26] في أحد التقارير المؤرخة 8 أبريل 1957، كان هناك 415,000 شيشاني وإنغوشي يعيشون في قازاقستان وقرغيزستان، أو 90,000 أسرة. تم توظيف 38,500 في الصناعة، و 91,500 في الزراعة، و 25,000 في المكاتب.
إرجاع
معلومات اضافية: خروشوف ذاب
في عام 1953، هلك المهندسون المعماريون الثلاثة: بعد وفاة ستالين بوقت قصير في 5 مارس، تم اعتقال بيريا وكوبولوف في 27 يونيو 1953. وقد أدينوا بتهم متعددة، وحكم عليهم بالإعدام في 23 ديسمبر 1953. [91] ] ومع ذلك، لم تكن هذه التهم مرتبطة بجرائم الترحيل، وكانت مجرد حيلة لإخراجهم من السلطة. أصبح نيكيتا خروتشوف الزعيم السوفييتي الجديد وألغى العديد من عمليات الترحيل، حتى شجب ستالين. في خطابه السري في 24 فبراير 1956، أدان خروتشوف هذه الترحيلات الستالينية:
يعتبر الاتحاد السوفييتي نموذجًا لدولة متعددة الجنسيات لأننا طمأننا من الناحية العملية بالمساواة والصداقة بين جميع الدول التي تعيش في وطننا الأم. كل ذلك أكثر وحشية هي الأفعال التي كان بادئها ستالين والتي هي انتهاكات الخام للمبادئ اللينينية الأساسية لسياسة الجنسية للدولة السوفيتية. نشير إلى عمليات الترحيل الجماعي من أماكنهم الأصلية لأمم بأكملها، إلى جانب الشيوعيين وكومسومولس دون استثناء. [92]
في 16 يوليو 1956، تبنت هيئة رئاسة الاتحاد السوفييتي السوفييتي مرسومًا يقضي برفع القيود المفروضة على الوضع القانوني للشيشانيين والإنغوش والقراشيس في المستوطنات الخاصة. [93] في يناير 1957، أصدر مجلس الوزراء السوفيتي مرسومًا يسمح للدول المضطهدة بالسفر بحرية في الاتحاد السوفيتي. [92] وهكذا تم إصلاح الشيشان والإنغوش. [10] استمر نفيهم لمدة 13 عامًا. [52] بدأ البعض يعود ببطء إلى القوقاز بالفعل في عام 1954، ولكن تم إعادتهم من قبل السلطات. وخلال عام 1956 وحده، عاد ما بين 25,000 و 30,000 شيشاني وإنغوش إلى وطنهم، حتى حمل بعضهم جثث أقاربهم. حاولت الحكومة السوفييتية منحهم الحكم الذاتي داخل أوزبكستان أو إعادة توطينهم في أجزاء أخرى من القوقاز، لكن العائدين كانوا مصممين على العودة إلى أراضيهم الأصلية. [94]
عاد أكثر من 50,000 أسرة في عام 1957. [95] بحلول عام 1959، شُيِّد الشيشان والإنغوش بالفعل بنسبة 41٪ من اتحاد الجمهوريات الاشتراكية السوفياتية الشيشاني الإنغوشية. [94] 58.2٪ من الشيشان و 45.3٪ من الإنغوشيين عادوا إلى أراضيهم الأصلية بحلول ذلك العام. [96] بحلول عام 1970، وصل هذا إلى 83.0 ٪ من جميع الشيشان و 72.1 ٪ من جميع الإنغوش المسجلين في ASSR الشيشانية - الإنغوشية. ومع ذلك، انخفض هذا التوزيع إلى 76.8 ٪ و 69.0 ٪ على التوالي، بحلول عام 1989. [97] في المقابل، 91.9 ٪ من جميع الشيشان و 91.9 ٪ من جميع الإنغوش تم تصوّرهم في جمهوريتهم الفخارية في عام 1926. [98] ومع ذلك، بقي بعض الشيشان في قيرغيزستان: بعضهم خائفون من الرحلة الطويلة القاسية، وكان بعضهم يفتقر إلى المال للسفر. [99] بحلول عام 2010، كان لا يزال هناك 100000 شيشاني يعيشون في قازاخستان. [52]
عندما عاد الشيشان والإنغوش إلى وطنهم، وجدوا أن مزارعهم وتدفقاتهم الداخلية قد تدهورت. كانت بعض المناطق الجبلية لا تزال منطقة مقيدة للعائدين، مما يعني أنهم اضطروا للاستقرار في الأراضي المنخفضة. [95] والأسوأ من ذلك، أنهم وجدوا أشخاصًا آخرين يعيشون في منازلهم، وينظرون إلى هذه الأعراق الأخرى (أوسيتيا، وروس، ولاكس، وآفار) مع العداء. اضطر بعض من لاكس ودارغينز وآفارس للعودة إلى داغستان، حيث جاءوا منها. [95] اشتعلت الصراعات بين الأوسيتيين والإنغوش في Prigorodny. [100] أخذت الأعداد الهائلة من الفيناخ الذين عادوا إلى شمال القوقاز السكان المحليين على حين غرة: قررت الحكومة السوفييتية أن توقف مؤقتا تدفق العائدين في صيف 1957. باع العديد من الشيشان والإنغوش منازلهم وممتلكاتهم، وتركوا منازلهم. وظائف لتكون قادرة على العودة. [101] كما أن صراعًا عرقيًا متجددًا بين الشيشان والروس كان أيضًا في تصاعد. أثار الروس الغضب بسبب القضايا المتعلقة بملكية الأراضي والتنافس على الوظائف، في وقت مبكر من عام 1958. [95] اشتعلت أعمال الشغب عام 1958 بسبب صراع بين بحار روسي ورجل إنغوشى على فتاة أصيب فيها الروس بجراح قاتلة. في الأيام الأربعة التالية، قام الروس بتشكيل أعمال عنف من الغوغاء ونهبوا ممتلكات فيناخ، [102] واستولوا على بنايات حكومية ويطالبوا إما بترميم غروزني أوبلاست، أو إنشاء حكم ذاتي غير حاسم، وإعادة ترحيل الشيشان والإنغوش. إنشاء «القوة الروسية»، البحث الجماعي ونزع سلاح الشيشان والإنغوش، قبل أن يفرق تطبيق القانون السوفياتي مثيري الشغب. [103] على الرغم من تفرق أعمال الشغب واستنكارها على أنها «شوفينية»، إلا أن الحكومة الجمهورية بذلت جهودًا خاصة لإرضاء الشعب الروسي، بما في ذلك التمييز الجماهيري ضد الشيشان بهدف الحفاظ على المكانة المميزة للروس. [104]
في عام 1958، تم استعادة الجمهورية الشيشانية - إنغوشيا ASSR رسميا بموجب مرسوم مباشرة من موسكو، ولكن في حدود عام 1936 السابقة. حافظت أوسيتيا الشمالية على مقاطعة بسيداخ وبريغورودني، أبقت جمهورية جورجيا الاشتراكية السوفياتية على مضيق داريل، وبلغت 1/6 من الأراضي المفقودة لإنغوشيا، [100] بينما تم «تعويض» الشيشان - إنغوشيا ASSR مع مقاطعتي إتوم - كالينسكي وبريغورودني من الجورجي SSR. [105] وقد تم ذلك من أجل تبديد الأثر الديموغرافي لعائدي الفياخ البالغ عددهم 419,000 على الروس الذين انتقلوا إلى هناك. وبحلول عام 1989، كان 750 ألف شيشاني يشكلون بالفعل أغلبية (55٪) من جمهورية إنغوشيا الشيشانية-الإنغوشية، في حين أن 300.000 روسي يشكلون 22٪ و 16.300 إنغوشيا من السكان. بدأ الشيشانيون في السيطرة على البلاد بحلول السبعينيات. في نهاية المطاف، فشلت محاولة جعل الشيشان-إنغوشيا أكثر تعدد الأعراق من أجل تثبيط الانتفاضات المحتملة بسبب ارتفاع معدل المواليد من الفيناخس. [104]
أشار تقرير محلي من عام 1961 إلى أنه من بين 524,000 فيناخس، تم إعادة توطين 432,000 إلى الاتحاد السوفييتي الإنجيلي الشيشاني و 28,000 إلى داغستان و 8000 إلى أوسيتيا الشمالية. [106] ومع ذلك، استمرت الاشتباكات العرقية حتى في الستينات: في عام 1965 وحده، تم تسجيل 16 مثل هذه الاشتباكات، مما أدى إلى 185 إصابات و 19 حالة وفاة. [102] كان الشيشان محرومين إلى حد كبير بعد السماح لهم بالعودة. لم تكن هناك مدارس للغة الشيشانية، مما أدى إلى نقص في تعليم الجماهير (التي لم تفهم اللغة الروسية بشكل عام). [107] وفقا لعلم الاجتماع جورجي ديرلوغويان، تم تقسيم اقتصاد جمهورية الشيشان-إنغوشو إلى مجالين، حيث كان المجال الروسي يحتوي على جميع الوظائف برواتب أعلى في المناطق الحضرية: لم يتم ترقية أي من الكوادر الشيشانية إلى أعلى مرتبة حتى عام 1989. [108] ] في ستينيات القرن الماضي، من أجل تمويل عائلاتهم، هاجر نحو أربعين ألف شخص مؤقتًا من الشيشان-إنغوشيا كل عام للبحث عن وظائف بدوام جزئي في كازاخستان وسيبيريا، وذلك بفضل اتصالاتهم من وقت نفيهم. [109] على الورق، تمتعت جمهورية الشيشان - إنغوش بنفس الامتيازات مثل الاتحادات السوفيتية السوفيتية الأخرى، ولكن في الواقع كان لديها القليل من الشيشانيين الحقيقيين أو الإنغوش الذين يمثلون حكومتهم، التي كان يديرها الروس مباشرة. [102] على الرغم من كونها غنية بالنفط، إلا أن اتحاد الجمهوريات الاشتراكية السوفياتية الشيشانية - الإنغوشية ظلت ثاني أفقر منطقة في الاتحاد السوفييتي بأكمله. يوسوب سوسلامبيكوف، رئيس البرلمان الشيشاني بعد عام 1991، أعرب عن أسفه لأن شعبه عاد من المنفى إلى ديارهم «ليس كسادة تلك الأرض، بل كمجرد سكان، مستأجرين. أشخاص آخرون أخذوا وظائفنا في مصانعنا».

### إحياء وتراث
ترك هذا الترحيل ندبة دائمة في ذاكرة الشيشان ويعتبرها بعض المؤرخين اليوم «واحدة من أهم الصدمات العرقية في الحقبة السوفياتية». حتى إن بعض أحفاد شعوب شمال القوقاز هم اليوم في خوف من الترحيل الجديد. [50] وصفه أحد المؤرخين بأنه «الحدث الأساسي المحوري في التاريخ الشيشاني الحديث». [51] لعبت أيضا دورا في عدم الثقة الشيشانية في الكرملين ودافع جزئي لإعلان الاستقلال لاحقا في عام 1991 والحرب الشيشانية الأولى والثانية في 1990s و 2000s. [111] على سبيل المثال، أشار المتمرد شامل باساييف إلى أقاربه الأربعين الذين ماتوا أثناء الترحيل بينما صرح أصلان ماشادوف، رئيس إيشكريا، بأن 23 فبراير ما زال «أحد أكثر التواريخ المأساوية لشعبه» وأن هدف الحكومة الروسية دائما بقيت كما هي: «الشيشان بدون الشيشان». [50] وصف المؤرخ نيكولاي بوجاي الترحيل بأنه «تحريف لسياسة لينين الوطنية وتجاهل مباشر للحقوق الدستورية للشعوب». [112]
```
في عام 1991، جعل الرئيس الشيشاني جوهر دوداييف رأس المال السياسي، في خطوة رمزية، حيث أرسل مسؤولين لجمع هذه القطع المفقودة (التي استخدمها السوفيات لبناء ممرات للمشاة وأساسات أقلام الخنازير)، كثير منها فقدت النقوش الأصلية الخاصة بها، وبناء عليها من نصب تذكاري في وسط غروزني. وقد تم نصب تذكاري يرمز إلى الندم الشيشاني على الماضي وكذلك الرغبة، باسم الأجداد الميتين، في تشكيل أفضل جمهورية شيشانية ممكنة للخروج من أراضيهم والعمل بجد نحو المستقبل. يحمل حكاية، يقرأ: «لن نكسر، لن نبكي، لن ننسى أبداً». تحتوي اللوحات على صور لمواقع المجازر، مثل خيباخ. [113] [114] تضرر النصب التذكاري خلال الحروب الروسية الشيشانية اللاحقة. وقد تم تحريكها وتفكيكها في وقت لاحق من قبل حكومة رمضان قديروف الموالية لروسيا، مما أثار الكثير من الجدل. [113] [115]
```

يعتقد البعض أن هذا الترحيل يشكل جريمة إبادة جماعية وفقًا لاتفاقية لاهاي لعام 1907 واتفاقية منع جريمة الإبادة الجماعية والمعاقبة عليها الصادرة عن الجمعية العامة للأمم المتحدة (التي تم تبنيها عام 1948)، بما في ذلك المؤرخ الفرنسي والخبير في الدراسات الشيوعية. Nicolas Werth، [116] المؤرخ الألماني فيليب ثير، [69] البروفيسور أنتوني جيمس جوز، [117] الصحفي الأمريكي إريك مارجوليس، [118] عالم السياسة الكندي آدم جونز، [119] والباحثين مايكل فريدهولم [120] وفاني بريان . [10] افترض رافاييل ليمكين، وهو محام من أصل يهودي من أصل بولوني كان قد شرع في اتفاقية الإبادة الجماعية، أن الإبادة الجماعية قد ارتكبت في سياق الترحيل الجماعي للشيشانيين والإنغوش والفولجا الألمان وتاج القرم وكالميك وكراشاي. [121] قارن الصحفي التحقيقي الألماني لوتز كليفمان عملية الترحيل بـ «الإبادة الجماعية البطيئة». [74] في هذه الحالة، اعترف البرلمان الأوروبي بهذا على أنه عمل إبادة جماعية في عام 2004: [122]
يعتقد أن ترحيل كامل الشعب الشيشاني إلى آسيا الوسطى في 23 فبراير 1944 بناء على أوامر من ستالين يشكل عملاً من أعمال الإبادة الجماعية بالمعنى المقصود في اتفاقية لاهاي الرابعة لعام 1907 واتفاقية منع وقمع الجريمة الإبادة الجماعية التي اعتمدتها الجمعية العامة للأمم المتحدة في 9 ديسمبر 1948. [123]
ذكر خبراء متحف ذكرى الهولوكوست بالولايات المتحدة أحداث عام 1944 لسبب وضع الشيشان على قائمة المراقبة الخاصة بالإبادة الجماعية بسبب احتمال وقوعها في الإبادة الجماعية. [124] كما اعترفت الحكومة الانفصالية في الشيشان بأنها إبادة جماعية. [125] أعضاء الشيشان في الشتات ومؤيدوهم يروجون 23 فبراير ليوم الشيشان العالمي لإحياء ذكرى الضحايا. [126]
```
يتم تمثيل الشيشان، جنبا إلى جنب مع الإنغوش وكاراشاي وبالكارز، في اتحاد الشعوب الكوبية (CRP)، وهي منظمة تغطي الاتحاد السوفيتي السابق، وتهدف إلى دعم وإعادة تأهيل حقوق الشعوب المبعدة. [127]
```

## في الثقافة الشعبية
وكتب الكسندر سولجينتسين في كتابه «أرخبيل جولاغ»، الذي نشر في عام 1973، ذكر الشيشان: «إنها أمة رفضت قبول سيكولوجية التقديم ... لم أر أبداً سعي الشيشان لخدمة السلطات، أو حتى إرضائهم».
في عام 1977 كتب فلاديمير فيسوتسكي أغنية Летела жизнь (Letela zhizn) المكرسة للترحيل.
كتب Anatoly Pristavkin رواية عام 1987 The Twilparable Twins التي تتناول هذا الترحيل. نشر سيمون ليبكين رواية Dekada في عام 1983. قام Iunus Desheriev، وهو عالم فلك من أصل شيشاني، بنشر سيرته الذاتية حول كيفية هروبه من مصير شعبه بفضل المساعدة المقدمة من الأصدقاء الروس. [26]
في 19 فبراير 1989، قامت قرية ياريكسو أوتش ببناء نصب تذكاري لضحايا الستالينية.
في 23 فبراير، 1997، تم الكشف عن النصب التذكاري للابراج الـ9 في نازران، المكرسة للترحيل. [129]
تم إصدار الفيلم الشيشاني-الروسي الذي أمر بأن تنساه (Приказано забыть) من قبل حسين إيركينوف في عام 2014 ويصور مذبحة خيباخ عام 1944 من الشيشان. [130]

## روابط خارجية
- World Chechnya Day.org - A website of Chechen diaspora promoting observance of February 23 as the anniversary of the ethnic cleansing the Vaynakh people. It also has a wealth of information (in the history section) about the conditions of the deportation, with numerous quotes.
- Joanna Lillis (23 فبراير 2017). "Kazakhstan: Memories of the Chechen Exodus Don't Fade". eurasianet.org. مؤرشف من الأصل في 2017-12-23.
- Khassan Baiev (24 فبراير 2004). "A History Written In Chechen Blood". The Washington Post. مؤرشف من الأصل في 2019-02-25.